# Ante Crnac
Ante Crnac (* 17. Dezember 2003 in Sisak) ist ein kroatischer Fußballspieler, der hauptsächlich als rechter Außenstürmer für den englischen Zweitligisten Norwich City spielt.

## Karriere

### Verein
Ante Crnac begann seine Karriere in verschiedenen Jugendmannschaften, unter anderem bei NK Moslavina und Dinamo Zagreb. Im Jahr 2021 wurde er in die zweite Männermannschaft von Dinamo Zagreb berufen und gab sein Debüt in der Prva Nogometna Liga der zweithöchsten Spielklasse Kroatiens am 12. April 2021 gegen HNK Orijent 1919 Rijeka, dieses Spiel gewann man mit 3:1. Zu diesem Zeitpunkt war er 17 Jahre, 3 Monate, 26 Tage alt.
Am 24. Januar 2022 wechselte Crnac von Dinamo Zagreb und unterzeichnete einen Dreijahresvertrag bei NK Slaven Belupo Koprivnica. Sein Debüt in der 1. HNL für Slaven Belupo gab er am 29. Januar 2022 gegen NK Osijek. Er absolvierte 53 Spiele und erzielte dabei elf Tore für sein Team.
Am 1. September 2023 schloss er sich dem amtierenden polnischen Meister Raków Częstochowa für einen Bericht zufolge über eine Million Euro Ablöse an.
Im August 2024 wechselte Crnac zu Norwich City in die EFL Championship. Berichten zufolge betrug die Ablösesumme elf Millionen Euro.

### Nationalmannschaft
Crnac wurde für verschiedene kroatische Jugendnationalmannschaften berufen.
Am 14. November 2022 wurde Ante Crnac erstmals vom Trainer Igor Bišćan in die kroatische U21-Nationalmannschaft berufen.